# Einheitspreis (Bürgerpreis)
Der Einheitspreis, auch Bürgerpreis zur deutschen Einheit, wurde zwischen 2002 und 2012 jährlich von der Bundeszentrale für politische Bildung vergeben. Mit der Auszeichnung werden Menschen und Projekte geehrt, die sich für die Gestaltung der deutschen Einheit nach der Wiedervereinigung einsetzen.
Der Preis wurde in drei Kategorien ausgeschrieben:
- „Menschen – Akteure der Einheit“
- „Kultur – Profil der Einheit“ und
- „Jugend – Zukunft der Einheit“.

Seit 2008 wurden auch Aktivitäten zur europäischen Einheit mit einem Sonderpreis für Verdienste um die Ost-West-Vereinigung Europas gewürdigt.
Der Einheitspreis 2008 stand unter der Schirmherrschaft des Bundesverkehrsministers Wolfgang Tiefensee. Hannelore Kraft, Ministerpräsidentin von Nordrhein-Westfalen, ist Schirmherrin des Einheitspreises 2011.
Ausgezeichnet wurden unter anderem:
- Eckhart Gillen (2003)
- Roland Jahn (2005)
- Baumkreuz bei Ifta (2005)
- Harald Hauswald (2006)
- Maria Ondrej (2006)
- Andreas Postel (2006)
- Jugendburg Ludwigstein (2007)
- Spiesser (2007)
- Steffen Möller (2008)
- Kreisau-Initiative (2008)
- HALMA – Das europäische Netzwerk literarischer Zentren (2008)
- Robert-Havemann-Gesellschaft (2009)
- Tom Sello (2009)
- Werner Schulz (2010)
- František Černý (2010)
- Plauen (2011)
- Lernen aus der Geschichte (2011)
- Sibylle Plogstedt (2011)
- Wir sind der Osten (2020)